# Túpolev SB-2

Tupolev SB-2

El Túpolev SB-2 (Skorotsnoi Bombardirovschik, bombarder d'alta velocitat) era un bombarder bimotor de tres places, de les Forces Aèries Soviètiques, molt ràpid per la seva època, però no gaire elegant, del qual Stalin va dir: “En l'aviació no hi valen banalitats”. Va ser emprat a l'inici de la Segona Guerra Mundial, i posat a prova durant la guerra civil espanyola.
Precisament va ser durant la guerra civil, quan es va guanyar el nom de “Katiuska” (diminutiu de "Caterina", "Caterineta"). En principi, gràcies fonamentalment a la seva velocitat i a l'alt sostre operatiu, era superior als caces nacionals Heinkel He-51 i Fiat C.R.32, però quan van entrar en acció els Messerschmitt Bf 109, es van començar a perdre aparells, ja que aquest caça si que podia assolir la velocitat del "Katiuska".

## Història
En el departament de disseny de la fàbrica Tupolev KB en l'any 1934, i comandats per l'enginyer Alexander Arkhangelskii, es va desenvolupar un avió basat en un disseny d'un avió de caça pesant, armat amb canó, anomenat ANT 29, i que pel fet de provenir d'un caça va resultar un avió amb grans dots de vol; aquest disseny es coneixia amb les sigles ANT 40. En un principi se'n van construir dos prototips, un d'ells equipat amb motors en estrella M-25, còpia del Wright Cyclone de 9 cilindres i de 730 CV; i l'altre, equipat amb motors Klimov VK-105, còpia de l'Hispano Suiza 12Ycrs de 12 cilindres en V i refrigeració líquida, de 830 CV.
El primer prototip, anomenat ANT Rts, que posteriorment es va conèixer com a ANT 40.1, va envolar-se per primer cop el 7 d'octubre de 1934, i va arribar a una velocitat de 330 km/h a 4.000 metres i un sostre de 6.800 metres, mentre que el segon prototip, conegut com a ANT 40.2 ho va fer el 30 de desembre de 1934, i va agafar una velocitat de 404 km/h i un sostre de 9.400 metres, de manera que va demostrar de seguida millors aptituds, a causa de l'increment de potència i la disminució de secció frontal. Aquesta segona versió va passar a ser considerada com el camí a seguir en la producció en sèrie.
Era, doncs, un avió de construcció enterament metàl·lica, tant l'esquelet del fuselatge, de secció oval, com de les ales i també el seu recobriment, que actuava com a element resistent, amb les ales altes, al nivell del pilot, formades per tres seccions: la central, que travessava el fuselatge i que suportava els motors, i dues semi ales externes que posseïen els hipersustentadors i dipòsits de carburant. L'aparell era tripulat per tres persones, a saber: pilot, bombarder artiller en la cristallera del morro, i artiller encarregat de les metralladores del llom com ventral. Posseïa també tren d'aterratge retràctil, que s'accionava elèctricament, i les rodes quedaven parcialment amagades en les góndoles dels motors; també tenia amortidors oleopneumàtics i frens; els motors movien unes hèlixs metàl·liques de dues pales amb pas variable en terra, mentre que posteriorment es va adoptar la fórmula de tres pales de pas variable en vol.
La producció en sèrie va continuar fins a 1941, quan se'n van arribar a fabricar 6.700 unitats.

## Dades tècniques
- Llargada : 12,22 metres
- Amplada : 20,12 metres
- Alçària : 4,39 metres
- Pes en vuit : 3.995 quilograms, Pes a l'envol : 6.910 quilograms
- Velocitat màxima : 430 km/h a 4.000 metres, Velocitat de Creuer : 280 km/h
- Sostre : 9.400 metres, Autonomia : 1.450 quilòmetres
- Tripulació : 3 persones
- Armament : 4 metralladores repartides entre, 1 muntatge bessó en la cristallera davantera, actuat pel navegant bombarder, un en el llom i l'altre en el ventre, actuades pel radiotelegrafista Shkas de 7,7 m/m, i fins a 600 kg. de bombes.

## Teatre d'operacions

### Espanya
El 15 d'octubre de 1936 van arribar al port de Cartagena els primers 31 avions que, pilotats per personal soviètic, van entrar en acció el 28 d'octubre a bombardejar Tablada, i Talavera de la Reina, i amb gran sorpresa de l'aviació de caça de l'enemic, ja que no els podien abastar, sobretot perquè eren més ràpids que els caces Fiat C.R.32, la qual cosa van solucionar esperant-los a gran alçària, per poder guanyar velocitat en una gran “picada” (Maniobra que consisteix a deixar caure l'avió, de morro a terra, i així, ajudat per la gravetat, guanyar velocitat). Aquests avions, van conformar el grup 12, amb tripulacions soviètiques; posteriorment van anar arribant més aparells, fins a arribar a la xifra de 92 (els darrers 50 aparells van ser retinguts pel govern francès), i van començar a ser tripulats per espanyols.
El grup de bombardeig va quedar establert de la següent manera :
- Esquadra de bombardeig n. 5 comandada per Alfredo Tourné y Arcega
  - Grup 12. En un principi hi havia tots els avions russos, però després només els “Katiusques”.
  - Grup 24. Amb avions Tupolev SB-2 i comandat per Eduardo Pereira i Leocadio Mendiola.
  - Esquadrilla 1. En principi russos, el 1938 comandada per Gómez.
  - Esquadrilla 2. Comandada per Mendiluce.
  - Esquadrilla 3. Comandada per Armando García, i a partir de 1938 per Cabré.
  - Esquadrilla 4. Comandada per Ricote, i a partir de 1938 per Jaime Mata.[4]

A pesar de les grans pèrdues que va representar l'adopció de noves tècniques de caça i els nous avions dels revoltats, com el Messerschmitt Bf 109 o Heinkel He-112, els SB-2 van tenir la valentia de bombardejar objectius de guerra dels revoltats, com nombrosos camps d'aviació o l'enfonsament del Creuer “Baleares” o el Cuirassat alemany “Deutschland”, fet que va irritar molt Hitler i que el va acabar de decidir a enviar el material més modern del Reich a combatre a Espanya.
Al final de la guerra, i després de ser abatuts per la caça enemiga 40 aparells, per foc antiaeri 20, i perduts en accidents d'aterratge 10, solament restaven operatius uns 20 aparells, incorporats a l'Exèrcit de l'Aire amb la sigla B-5, i que van constituir el regiment 13 de bombarders, basats a Albacete.

### Xina
Durant el 1937, es van subministrar uns 62 aparells a la Xina Nacionalista que, tripulats per voluntaris soviètics, en el mes de desembre van atacar els vaixells japonesos en el riu Iang-Tsé. I el 28 de febrer de 1938 per festejar el dia de l'Armada Soviètica, van atacar els aeroports japonesos de Taiwan i van provocar la destrucció en terra d'uns 40 aparells.
Aquests avions van ajudar a resistir les forces xineses contra l'atac japonès a Hankau, i s'hi van incorporar poc després altres aparells de la sèrie SB-2 bis, també van intervenir en el conflicte de la frontera a Manxúria.

### Unió Soviètica
El 30 de novembre de 1939 les tropes soviètiques van atacar Finlàndia, i aquest avió hi va participar de manera molt activa, amb patins a les rodes per la neu, i com que havien d'operar a baixa cota i moltes vegades sense escorta, eren presa fàcil de l'aviació finesa o del foc antiaeri.
És per això, per la seva facilitat a inflamar-se, que van ser progressivament desplaçats a operacions nocturnes o altres tasques. Tot i això van tindre temps d'operar al principi de la segona guerra contra les forces de la invasió alemanya.

### Altres teatres d'operacions

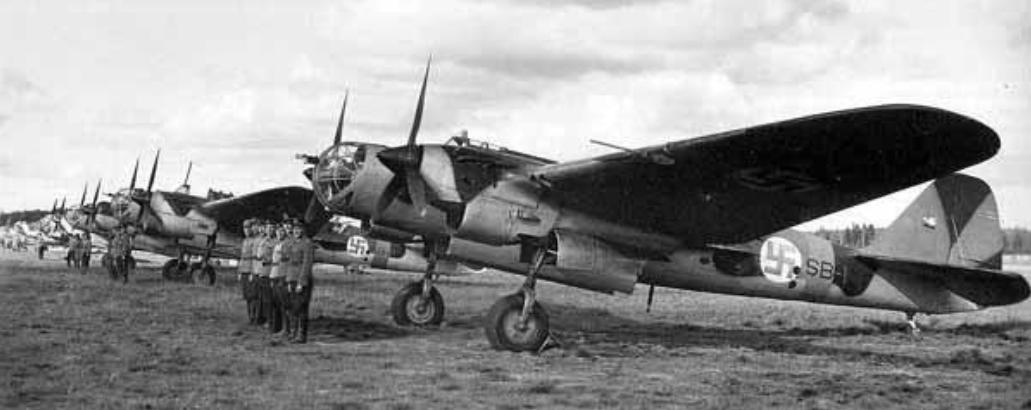
Formació en terra de SB-2 de les Forces Aèries Finlandeses

- Alemanya, la Luftwaffe va utilitzar aparells d'aquest tipus, requisats a Txecoslovàquia (Avia B-71), i a la pròpia Unió Soviètica.
- Bulgària, les Forces Aèries Búlgares, operaven amb Avia B-71 reanomenats com Avia-Katiusza Ě-8.
- Eslovàquia, les Forces Aèries Eslovaques tenien un aparell Avia B-71, i el 18 d'abril de 1943, Anton Vanko i quatre armenis més, van fugir amb ell cap a Turquia.[7]
- Finlàndia, a les Forces Aèries Finlandeses hi van operar fins a 24 bombarders SB-2. Els primers 8 aparells van ser capturats durant l'enfrontament amb els Russos; els restants es van incorporar per la requisa d'aparells per part de les forces germàniques durant el temps que va del 5 de novembre de 1941 al 27 d'agost de 1942. Alguns avions van ser modificats i equipats amb els motors més potents M-103 utilitzats com a antisubmarins, i el seu ús va continuar fins a 1950.
- Polònia, la Fortele Aeriene Regale ale României va fer servir alguns USB per entrenament, després de la segona guerra.
- Txecoslovàquia, a part de la fabricació pròpia de l'Avia B-71, que va arribar a 111 aparells, les Forces Aèries Txeques, van rebre de la Unió Soviètica, 60 aparells SB-2.

## Models
ANT 40.1 (ANT Rts): Prototip amb motors de 9 cilindres en estrella Shvetsov M-25 de 730 CV a 2.200 RPM a l'envol, refrigerats per aire.
ANT 40.2 (ANT 40 IS)Prototip amb motors de 12 cilindres en V Klimov VK-105 de 830 CV a 2.400 RPM a l'envol, refrigerats per líquid.
SBPrimera denominació de presèrie.
SB-2M-100Primera sèrie amb motors de 12 cilindres en V Klimov M-100 (Klimov VK-100) de 830 CV a 2.400 RPM a l'envol, refrigerats per líquid.
SB-2bis (SB 2M-100A)Segona sèrie potenciada amb motors Klimov M-105 de 1.100 CV a 2.700 RPM a l'envol, i hèlix de tres pales amb pas regulable.
Avia B-71Model del SB 2M-100A, construït sota llicència a Txecoslovàquia en les fàbriques Avia. Equipats amb 3 metralladores ZB-30 de 7,92 m/m (el muntatge beso del morro desapareix), i els motors Klimov són substituïts pels Avia. Se'n van fabricar unes 110 unitats, abans de la invasió de les tropes germàniques.
SB-2M-100A modernizoravannyiPrototip equipat amb nou armament darrer Tur MV-3, provat, acceptat, però no posat en producció.
SB-2M-103Sèrie amb motors Klimov M-103 de 1.000 CV a 2.450 RPM a l'envol, previsió per a esquís retractables, fuselatge modificat i dos dipòsits externs de 368 litres.
SB-2M-103/SBisSèrie equipada amb motors més potents, lloc del navegant més gran, nova rodeta de cua amb direcció. La primera prova va ser el setembre de 1937, i el 2 de setembre de 1937, el pilot M. Yu. Alexeev va assolir un sostre rècord de 12.244 metres amb una càrrega de 1.000 kg; poc després, l'1 de novembre de 1936, es va assolir un rècord no oficial de 12.692 metres. Alguns s'hi refereixen com a SB-3.
SB-2M-104Alguns aparells equipats amb Klimov M-104, però no va entrar en producció.
SB-2M-106Alguns aparells equipats amb Klimov M-106, però tampoc va entrar en producció.
SBbis2 2M-103Aparell amb les ales polides. No va entrar en producció.
SBbis3 2M-103Nous motors i noves hèlices, que causaven un augment significatiu de la velocitat. Només alguns exemplars produïts. Provat entre l'1 de novembre del 1937 i el 17 de gener del 1938.
SB-2M103-1939Sèrie del SBbis3, amb nous radiadors i les ales parcialment polides, hèlix Vish-2, i després Vish-22, nou lloc de l'artiller i nou armament a partir del 1940. Provat entre el setembre i l'octubre del 1939.
SB-RKModel de bombardeig en picat, conegut també com a RK, KR, o Ar-2. Equipat amb motors Klimov M-105R i hèlix Vish-22E, la superfície alar reduïda i els radiadors incorporats dins les ales, amb l'entrada d'aire per davant i la sortida per damunt de les ales. Podia portar uns 600 kg de bombes a l'interior, i fins a 1.500 kg a l'exterior. Va ser el darrer model d'SB-2 que va ser construït fins que va ser substituït pel Petliakov Pe-2 i Tupolev Tu-2.
MMNQuan Tupolev va ser empresonat, Arkhangelskii va continuar el desenvolupament del SB-2', i en aquesta versió el va dotar d'hipersustentadors NACA 22, flaps (superfícies de control) amb slots (allargaments que redueixen les turbulències), i modificació del morro entre d'altres.
Arkhangelskii Ar-2Model refinat del MMN realitzat pel dissenyador quan Alexander Tupolev va ser empresonat.
SBB-1 (També conegut com a B)Darrera versió de Alexander Arkhangelskii del SB amb les ales més llargues i altres canvis.
SB TricicleVersió amb tren d'aterratge tricicle experimental. Provat per M.L. Gallay entre 1940-1941.
T-1/ANT 41Versió com a bombarder - torpediner.
PS40 2M-100AVersió de càrrega i entrenament, la primera versió va ser per Aeroflot el 1938, el navegant és substituït per un instructor. Es van constituir poques unitats.

## Aparells existents

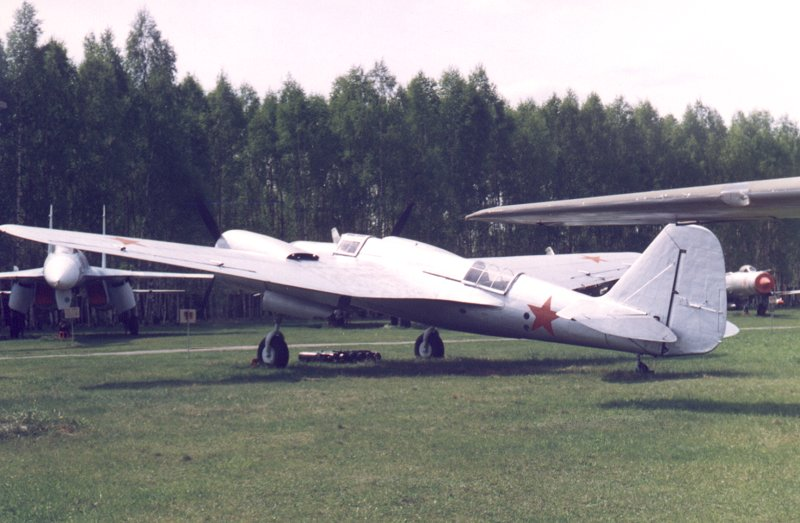
Tupolev SB-2 existent en Monino Museum

Després de la guerra, hi va haver un diari que va muntar una expedició per mirar de recuperar un aparell que va ser obligat a aterrar en la regió del Baikal. Es van aconseguir les restes i operaris de Tupolev el van reconstruir. Ara és l'únic exemplar dels vora de 7.000 que es van construir que es pot contemplar en el museu de militar de Monino.